# Miodrag Belodedici
Miodrag Belodedici (Socol, 20 de maio de 1964) é um ex-futebolista romeno que atuava como líbero.
Em 19 anos como atleta profissional, era conhecido como Cervo por realizar desarmes limpos contra seus adversários.

## Carreira

### Início na Romênia
Estreou profissionalmente em 1982, no Steaua Bucareste ("Estrela", em romeno). Em sua primeira passagem pelo time da capital romena, conquistou 11 títulos (inclusive um pentacampeonato nacional seguido). Em 1986, também fez parte da primeira equipe do Leste Europeu (e única de seu país) a conquistar a Copa dos Campeões da UEFA, batendo o Barcelona na final

### Na Iugoslávia, onde tinha raízes
Desejando, entretanto, jogar por outro Estrela, o o de Belgrado, time que torcia na infância (possui origem sérvia, e seu nome é uma adaptação ao romeno do original em sérvio cirílico Миодраг Белодедић, transliterado para "Miodrag Belodedić"), Belodedici desertou da Romênia em 1988 - quando o regime ditatorial de Nicolae Ceauşescu ainda governava o país - para a mais moderada Iugoslávia. 
Após ser visto em Belgrado, tentou imediatamente contactar os dirigentes do Estrela, que o contrataram após constatarem sua participação no título europeu de 1986. Belodedici acabou condenado in absentia na Romênia a dez anos de prisão, pena extinta após a Revolução Romena de 1989. 
No Estrela, ganhou sua segunda Copa dos Campeões em 1990–91, a primeira e única de uma equipe iugoslava (e, por conseguinte, sérvia) - o que faz dele o único a participar dos dois títulos de equipes da Europa Oriental no mais importante torneio de clubes do continente. No Ballon d'Or, foi o 8º colocado na disputa pelo prêmio.

### Espanha, México e final da carreira
Após o título da Copa dos Campeões, Belodedici passou a ser assediado nos principais centros europeus, e em 1992 fechou com o Valencia. Na Espanha, passaria ainda por Valladolid e Villarreal, saindo do país em 1996 para jogar no Atlante do México. 
Retornou ao Steaua em 1998 e encerrou a carreira em 2001, após conquistar seu quinto campeonato romeno. 

## Seleção Romena
O primeiro jogo de Belodedici pela Seleção Romena foi um amistoso contra a China, em julho de 1984. Em 1987, marcou 3 de seus 5 gols pela seleção nas vitórias sobre Turquia, Albânia e Israel, pelas eliminatórias da Eurocopa de 1988, mas a Romênia não conseguiu a classificação.
Com a sua deserção em 1988, Belodedici ficaria os próximos 4 anos sem ser chamado, voltando a ser convocado em 1992 (o que lhe custou a presença na Copa de 1994). Convocado para a Copa de 1994, atuou nos 5 jogos da surpreedente campanha da seleção, eliminando nas oitavas-de-final a Argentina, antes da equipe ser eliminada na disputa de pênaltis pela Suécia - Belodedici acabou perdendo a cobrança decisiva.
Atuou também na Eurocopa de 1996, onde a Romênia terminou eliminada na primeira fase. Ficou novamente 4 anos sem jogar pela seleção, perdendo a chance de participar da Copa de 1998, voltando para a disputa da Eurocopa de 2000, atuando nos jogos contra Inglaterra (fase de grupos) e Itália (quartas-de-final). Seus 2 últimos jogos pela seleção foram nas eliminatórias para a Copa de 2002, contra Lituânia (vitória romena por 1 a 0) e Itália (derrota por 3 a 0).

## Títulos
Steaua Bucareste
- Campeonato Romeno: 1984–85, 1985–86, 1986–87, 1987–88, 1988–89, 2000–01
- Copa da Romênia: 1984–85, 1986–87, 1987–88, 1988–89, 1998–99
- Supercopa da Romênia: 1998
- Copa dos Campeões da UEFA: 1985–86
- Supercopa da UEFA: 1986[6]

Estrela Vermelha
- Campeonato Iugoslavo: 1989–90, 1990–91, 1991–92
- Copa da Iugoslávia: 1989–90
- Copa dos Campeões da UEFA: 1990–91
- Copa Intercontinental: 1991